# كويت ألبرتسون
كويت ألبرتسون (بالإنجليزية: Coit Albertson)‏ مواليد 14 أكتوبر 1880 في بنسيلفانيا، الولايات المتحدة - الوفاة 13 ديسمبر 1953 في لوس أنجلوس، هو ممثل سينما صامتة أمريكي بدأ مسيرته الفنية سنة 1918. امتدت مسيرته الفنية لأكثر من 18 عاما. ظهر في أفلام مثل من أجل الحرية وقضية كارتر.

## روابط خارجية
- كويت ألبرتسون على موقع IMDb (الإنجليزية)
- كويت ألبرتسون على موقع أول موفي (الإنجليزية)
- كويت ألبرتسون على موقع قاعدة بيانات الفيلم (الإنجليزية)